# Bibliographie sur le breton
Cette bibliographie thématique sur le breton recense les ouvrages d'études et d'analyse sur le breton ainsi que les glossaires, grammaires et dictionnaires existants.

## Ouvrages généraux

### Histoire de la langue
- (en) Kenneth Jackson, A Historical Phonology of Breton, Dublin, The Dublin Institute for Advanced Studies, 1967, 904 p.
- Fañch Broudic, La pratique du breton : de l'Ancien Régime à nos jours, Rennes, Presses universitaires de Rennes, coll. « des Sociétés », avril 1995, 490 p. (ISBN 978-2-86847-128-4)
- Fañch Broudic, Histoire de la langue bretonne, Éditions Ouest-France, 1999, 64 p. Suivre le lien pour une présentation détaillée.
- Hervé Abalain, Histoire de la langue bretonne, Éditions Gisserot, 2000.
- Claude an Du, Histoire d’un interdit : Le breton à l’école, Lannuon, éd. Hor Yezh, octobre 2000, 2e éd. (1re éd. 1991), 190 p. (ISBN 978-2-910699-41-3)
- Serge Plénier, La Langue bretonne des origines à nos jours, Éditions Ouest-France, 2010  (ISBN 978-2-7373-4701-6).
- (en + de) Elmar Ternes (dir.), Brythonic Celtic – Britannisches Keltisch: From medieval British to modern Breton, Brême, Hempen Verlag, 2011.
- (br + fr) Brezhoneg : un siècle de breton, documentaire en cinq parties de Pierrick Guinard diffusé sur France 3 et disponible en DVD. [vidéo]

### Étude sociologique de la langue
- Qui parle breton aujourd'hui ? Qui le parlera demain ?, Fañch Broudic, éd. Brud Nevez, Brest, 1999, 153 p. Étude réalisée à partir du sondage effectué en 1997 par l'Institut TMO-Régions,  (ISBN 978-2-86775-185-1). Suivre le lien pour le sommaire.
  - Une première étude de l’ensemble du sondage a été publiée en breton dans la revue Brud Nevez : Ar brezoneg hag ar vrezonegerien e 1997. Eun enklask bet kaset da benn gand « TMO-Régions ». – BRUD NEVEZ, no 207, genver 1998, p. 5-59.
- La Pratique du breton de l’Ancien Régime à nos jours, thèse de Fañch Broudic, extraits à cette adresse.
- Francis Favereau, Babel et Baragouin – Le breton dans la mondialisation, Skol Vreizh, Morlaix, 2006  (ISBN 978-2-915623-24-6).

## Méthodes d’apprentissage
- Mona Bouzec-Cassagnou, Dominik Bosse, Selaou, selaou, Éditions Staj Brezhoneg Koad-Pin.
- Nikolaz Davalan, Brezhoneg, méthode oulpan, Éditions Skol an Emsav  (ISBN 978-2-903365-14-1).
- Pierre Denis, Brezhoneg buan hag aes, Éditions Hor Yezh, 1972.
- Francis Favereau, Etre dec'h hag arc'hoazh, Skol Vreizh.
- Meriadeg Herrieu, Le Breton parlé - Vannetais, Éditions Bleun-Brug Bro-Gwened, 1979.
- Meriadeg Herrieu, Le breton du Morbihan, Emgleo Breiz.
- Yann-Ber Kemener, Brezhoneg prim ha dillo, Skol Vreizh, 2005.
- Mark Kerrain, Ni a gomz brezhoneg, Éditions Ti embann ar skolioù (TES), 1997; réédition 2010.
- Divi Kervella, Le Breton sans peine, Éditions Assimil, 2005.
- Divi Kervella, Le Breton de poche, Éditions Assimil.
- Jean Le Du, Ar brezoneg dre zelled, kleved, komz ha lenn, Ar Helener-Skol vrezoneg, 1993.
- Fanch Morvannou, Le Breton sans peine, t. 1 et 2, Éditions Assimil, 1979.
- Fanch Morvannou, Initiation au breton sans peine, Éditions Assimil.
- Visant Seité, Le Breton par les ondes - Brezoneg beteg penn, Brud Nevez, 1984-1986.
- Visant Seité, Brezoneg beo (t.1), Emgleo Breiz, 1995.
- Visant Seité, Deskom brezoneg, Emgleo Breiz, 1996.
- Visant Seité, Le breton par l’image, Skol vrezoneg, 1986.
- Jean Tricoire, Komzom, lennom ha skrivom brezoneg, Emgleo Breiz, T. 1 et 2, 1955-1963.
- Collectif, E brezhoneg pa gari (« en breton quand tu voudras »), éd. Stumdi. Première méthode sur DVD (avec enregistrements vidéo), 1er prix du Festival du Film et de la Télévision Celtiques, catégorie Multimédia, en 2001.
- Le breton dans votre poche, Larousse, 2015
- MADEG Mikael, Kentelioù distagadur brezhoneg Bro-Leon [Leçons de prononciation du breton du Léon], Nadoz-Vor Embannadurioù, Brest, 2020. (ISBN 9791093241067)

## Grammaires
- Bibliographie extensive sur la grammaire bretonne.
- Jouitteau, Mélanie. (2009-maintenant). Grammaire du breton, IKER, CNRS. (grammaire wiki de la syntaxe du breton à travers les variations dialectales, avec des exemples et des gloses).

## Dictionnaires et glossaires

### Dictionnaires
- Albert Deshayes, Dictionnaire étymologique du breton, Éditions le Chasse-Marée.
- Francis Favereau, Dictionnaire du breton contemporain, Éditions Skol Vreizh.
- Roparz Hemon, Geriadur istorel ar brezhoneg, Éditions Preder.
- Collectif, Dictionnaire français-breton et breton-français, Éditions Garnier.
- Collectif, Geriadur brezhoneg, Éditions An Here.

### Glossaires thématiques
- Thierry Châtel, Alhwez louzeier bleunveg Breiz, Éditions Emgleo Breiz, 2000.
- Jules Gros, Dictionnaire breton-français des expressions figurées, Éditions Emgleo Breiz/Brud Nevez.
- Jules Gros, Le Trésor du breton parlé : dictionnaire français-breton des expressions figurées, Éditions Emgleo Breiz/Brud Nevez.
- Martial Menard, Petit dictionnaire des plus belles injures bretonnes, An Here, 2002.

### Glossaires géographiques
- Émile Ernault, Dictionnaire breton-français du dialecte de Vannes, Éditions Emgleo Breiz/Brud Nevez.
- Gabriel-Louis Guilloux, Grand dictionnaire français-breton du dialecte de Vannes, vol. 1, 2 et 3, éd. Hor Yezh, 1984